# Klein Curaçao
Klein Curaçao (in papiamento Klein Kòrsou) è un'isola del Regno dei Paesi Bassi appartenente amministrativamente a Curaçao.
L'isola è disabitata, e gli unici manufatti umani ivi presenti sono un faro, una casa sulla spiaggia, e diverse capanne.
L'isola è nota per le sue caverne subacquee e per i coralli.
La vegetazione include poche palme da cocco.
In olandese il suo nome significa Piccola Curaçao.